# Stephen Susco

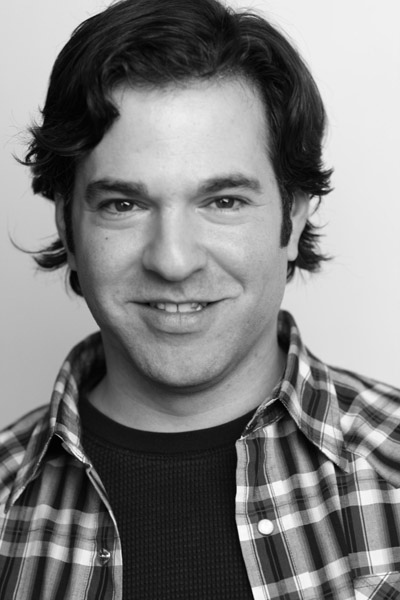
Stephen Susco beim Sundance Film Festival 2007

Stephen Vincent Susco (* 24. Oktober 1972 in Philadelphia) ist ein US-amerikanischer Drehbuchautor, Filmproduzent und Regisseur.

## Leben
Stephen Susco wurde in Philadelphia geboren und wuchs im Bucks County auf. Er studierte an der University of Notre Dame und der University of Southern California.
Seit dem Jahr 1996 ist er als Drehbuchautor tätig. 2004 wurde sein Drehbuch für den Horrorfilm Der Fluch – The Grudge verfilmt, das auf dem japanischen Film Juon: The Curse von Takashi Shimizu basierte. Auch für die Fortsetzung Der Fluch – The Grudge 2 schrieb Susco das Drehbuch. Für den Horrorfilm Texas Chainsaw 3D (2013) lieferte Susco die Story.
2018 gab er mit der Blumhouse-Produktion Unfriended: Dark Web, für die er auch das Drehbuch verfasst hat, sein Regiedebüt.
Susco ist seit dem Jahr 2005 mit der Autorin Bridget Foley verheiratet. Das Paar hat zwei Kinder und lebt nach einigen Jahren in Los Angeles und Pennsylvania seit 2014 in Bellevue, Washington.

## Filmografie (Auswahl)
Drehbuchautor
- 2004: Der Fluch – The Grudge (The Grudge)
- 2006: Der Fluch – The Grudge 2 (The Grudge 2)
- 2008: Red
- 2010: High School – Wir machen die Schule dicht (High School)
- 2013: Texas Chainsaw 3D (Story)
- 2014: The Reach: In der Schusslinie (Beyond the Reach)
- 2018: Unknown User: Dark Web (Unfriended: Dark Web)

Filmproduzent
- 1996: Mr. October (Kurzfilm)
- 2017: Day 13

Regisseur
- 2018: Unknown User: Dark Web (Unfriended: Dark Web)